# Eastern League of American Football 2016
La Eastern League of American Football 2016 è la 5ª edizione dell'omonimo torneo di football americano.
Ha avuto inizio il 17 aprile.

## Squadre partecipanti
| Club                    | Città       | Stadio | Sponsor ufficiale | Risultato nella stagione 2015 |
| ----------------------- | ----------- | ------ | ----------------- | ----------------------------- |
| Grodno Barbarians       | Hrodna      |        |                   |                               |
| Kaliningrad Amber Hawks | Kaliningrad |        |                   |                               |
| Minsk Pagans            | Minsk       |        |                   |                               |
| Vitebsk Lynxes          | Vicebsk     |        |                   |                               |

## Stagione regolare

### Calendario

#### 1ª giornata
| 17 aprile 2016 | Grodno Barbarians | 16 – 0 (8-0 8-0 0-0 0-0) | Minsk Pagans |  |

| 17 aprile 2016 | Kaliningrad Amber Hawks | 6 – 17 (0-7 0-0 0-3 6-7) | Vitebsk Lynxes |  |

#### 2ª giornata
| 8 maggio 2016 | Minsk Pagans | 2 – 12 | Kaliningrad Amber Hawks |  |

| 8 maggio 2016 | Vitebsk Lynxes | 39 – 0 (7-0 18-0 14-0 0-0) | Grodno Barbarians |  |

#### 3ª giornata
| 29 maggio 2016 | Kaliningrad Amber Hawks | 0 – 23 (0-0 0-15 0-6 0-2) | Grodno Barbarians |  |

#### 4ª giornata
| 11 giugno 2016 | Vitebsk Lynxes | 40 – 0 (14-0 13-0 0-0 13-0) | Minsk Pagans |  |

#### 5ª giornata
| 18 giugno 2016 | Grodno Barbarians | 14 – 41 (0-13 6-8 8-0 0-20) | Vitebsk Lynxes |  |

#### 6ª giornata
| 2 luglio 2016 | Kaliningrad Amber Hawks | 40 – 0 (13-0 7-0 12-0 8-0) | Minsk Pagans |  |

#### 8ª giornata
| 30 luglio 2016 | Minsk Pagans | 9 – 6 (6-0 0-6 3-0 0-0) | Grodno Barbarians |  |

| 30 luglio 2016 | Vitebsk Lynxes | 32 – 8 (13-0 19-0 0-0 0-8) | Kaliningrad Amber Hawks |  |

| 20 agosto 2016 | Minsk Pagans | 13 – 16 | Vitebsk Lynxes |  |

| 20 agosto 2016 | Grodno Barbarians | 0 – 41 | Kaliningrad Amber Hawks |  |

### Classifica
La classifica della regular season è la seguente:
- PCT = percentuale di vittorie, G = partite giocate, V = partite vinte, N = partite pareggiate, P = partite perse, PF = punti fatti, PS = punti subiti

| Pos. | Squadra                 | PCT   | G | V | N | P | PF  | PS  |
| ---- | ----------------------- | ----- | - | - | - | - | --- | --- |
| 1    | Vitebsk Lynxes          | 1.000 | 6 | 6 | 0 | 0 | 185 | 41  |
| 2    | Kaliningrad Amber Hawks | .400  | 6 | 3 | 0 | 3 | 107 | 74  |
| 3    | Grodno Barbarians       | .400  | 6 | 2 | 0 | 4 | 59  | 130 |
| 4    | Minsk Pagans            | .200  | 6 | 1 | 0 | 5 | 24  | 130 |

## Finale
| 10 settembre 2016 | Vitebsk Lynxes | 20 – 0 (0-0 20-0 0-0 0-0) | Kaliningrad Amber Hawks |  |

## Verdetti
- Vitebsk Lynxes Campioni Eastern League of American Football 2016